# Francine Schöning
Francine Schöning (2005) es una deportista alemana que compite en gimnasia rítmica, en la modalidad de conjuntos. Ganó una medalla de plata en el Campeonato Mundial de Gimnasia Rítmica de 2022, en la prueba por equipos.

## Palmarés internacional
| Campeonato Mundial | Campeonato Mundial | Campeonato Mundial | Campeonato Mundial   |
| Año                | Lugar              | Medalla            | Prueba               |
| ------------------ | ------------------ | ------------------ | -------------------- |
| 2022               | Sofía (Bulgaria)   | Medalla de plata   | Concurso por equipos |